# Mazo de Meredo
El Mazo de Meredo, también conocido como Mazo de Suarón,  en la parroquia de Meredo, en el  municipio de Vegadeo, en el Principado  de Asturias (España), es un conjunto etnográfico enclavado en un área recreativa, que permite contemplar la tradición del aprovechamiento del agua como fuente de energía. Se encuentra a unos quince kilómetros de Vegadeo, en la orilla izquierda del río Suarón, que le da nombre, coincidiendo con el tramo medio de su curso. El conjunto alberga el propio mazo, un molino harinero y una piedra de afilar, todo ello movido por las fuerzas de las aguas desviadas del río Suarón desde su espectacular presa de derivación.
Aunque no se tiene constancia exacta de la datación de su construcción, se puede afirmar que el mazo existía en el siglo XVIII. No puede perderse de vista que el río Suarón, que  es la razón del nombre de esta comarca durante la Alta Edad Media, albergó un gran número de centros ligados a la metalurgia tradicional del hierro y a la elaboración de productos derivados, sobre todo herramientas, tanto para el campo, como para las minas. Es por ello por lo que existían varios en Meredo, Molexón, Sela de Loura, entre otros lugares.

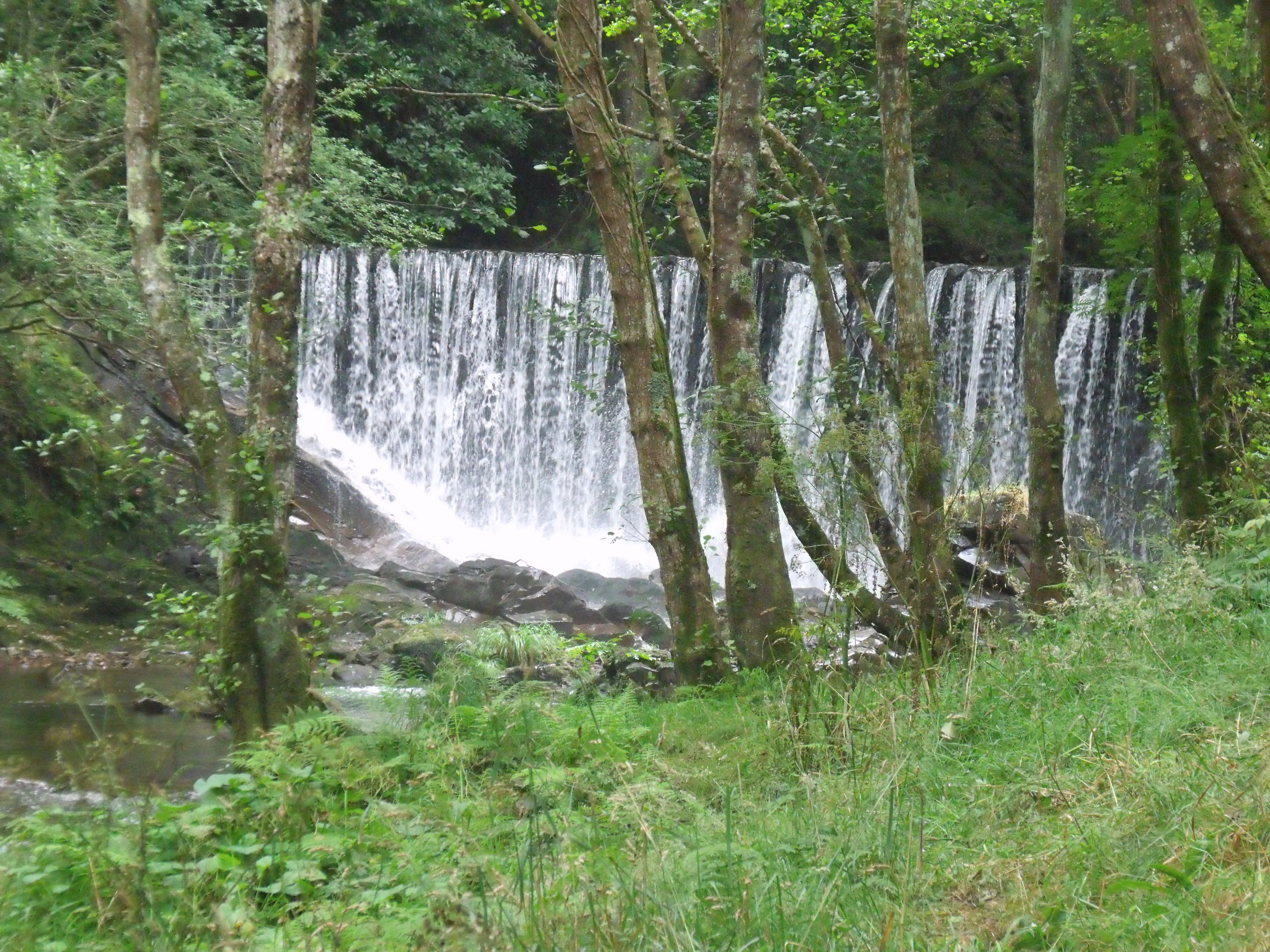
Presa del Suarón en el Mazo de Meredo
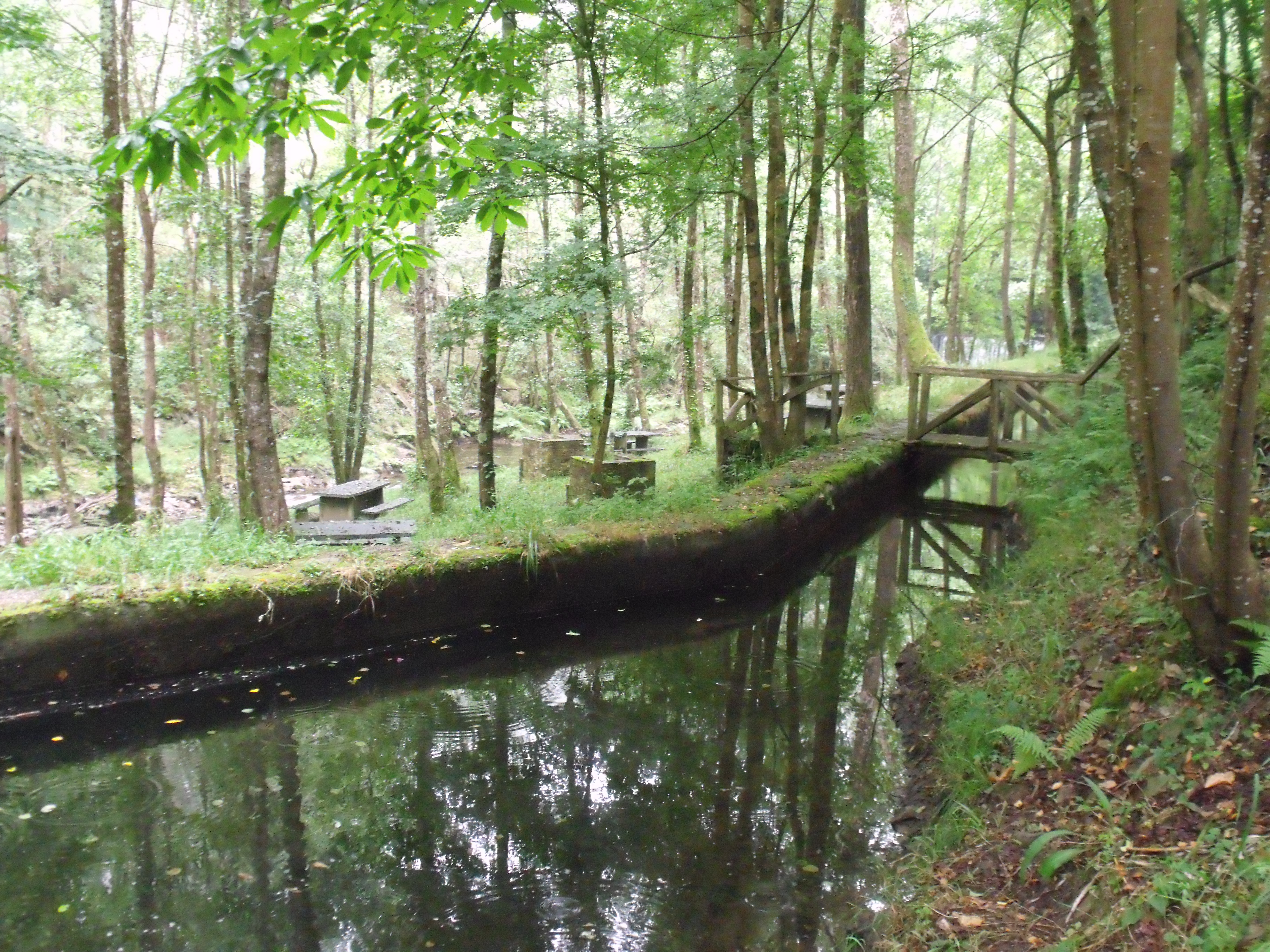
canal principal del río Suarón en el Mazo de Meredo
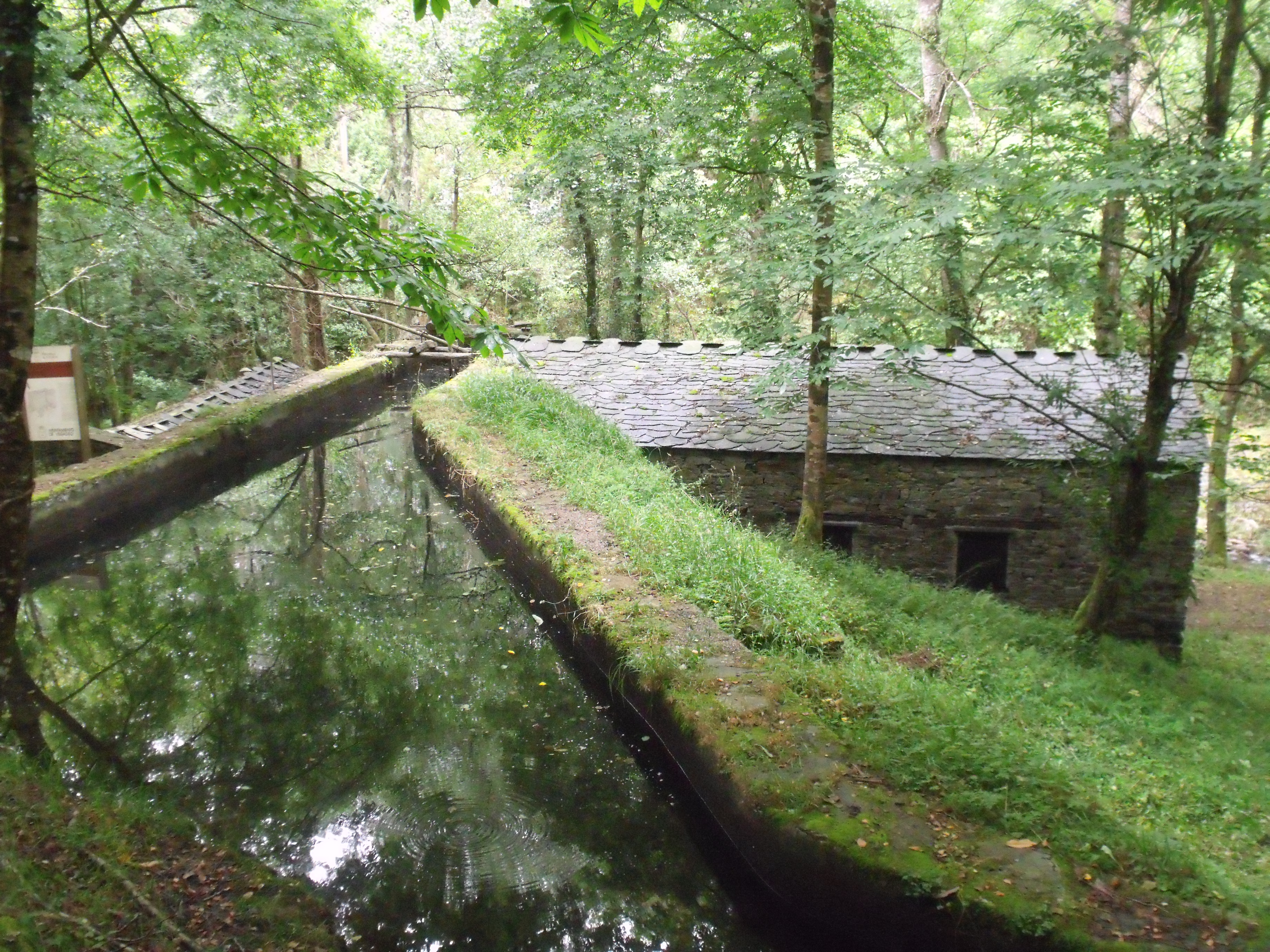
canal de derivación en el Mazo de Meredo
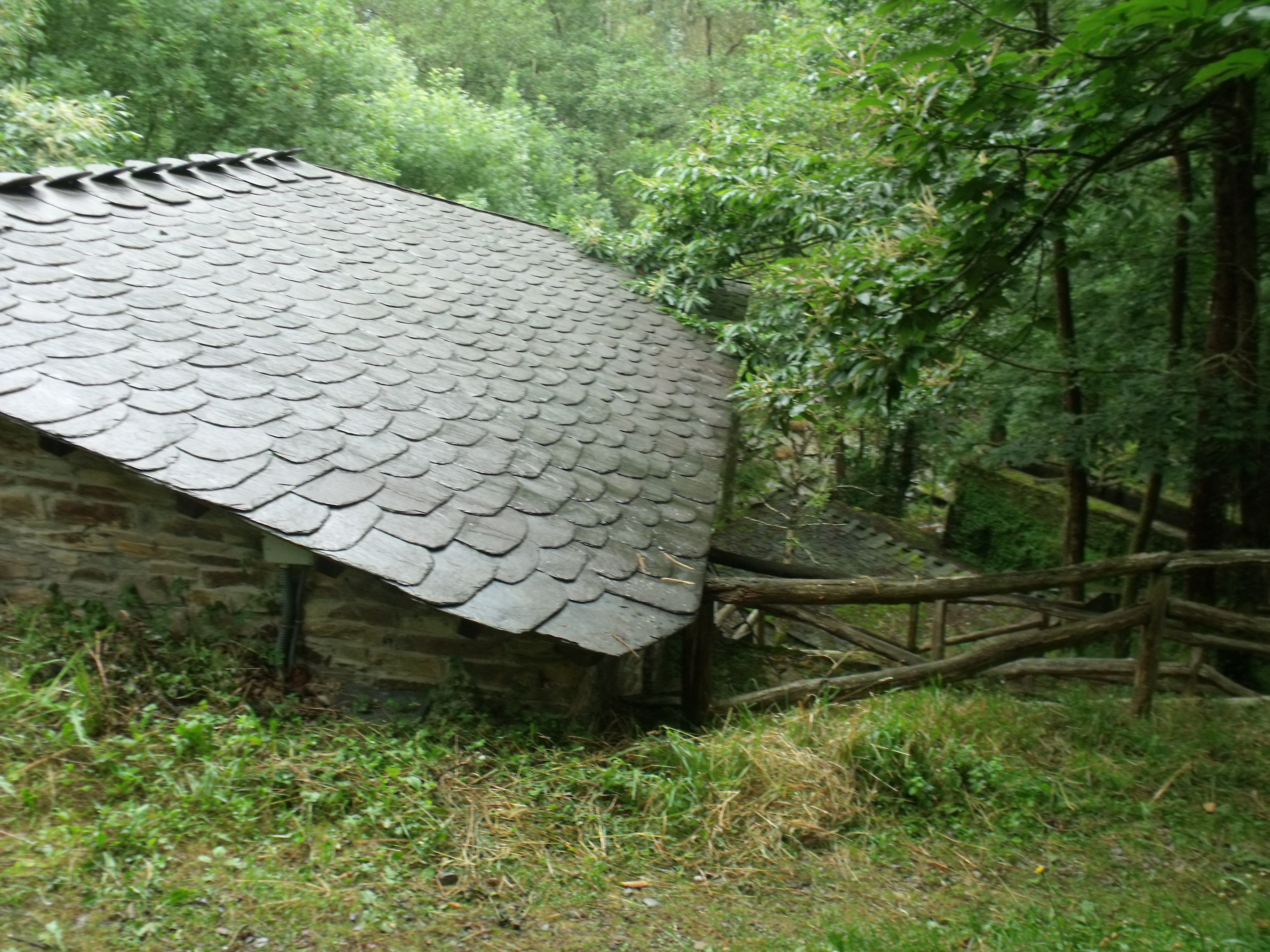
Techo de la herrería
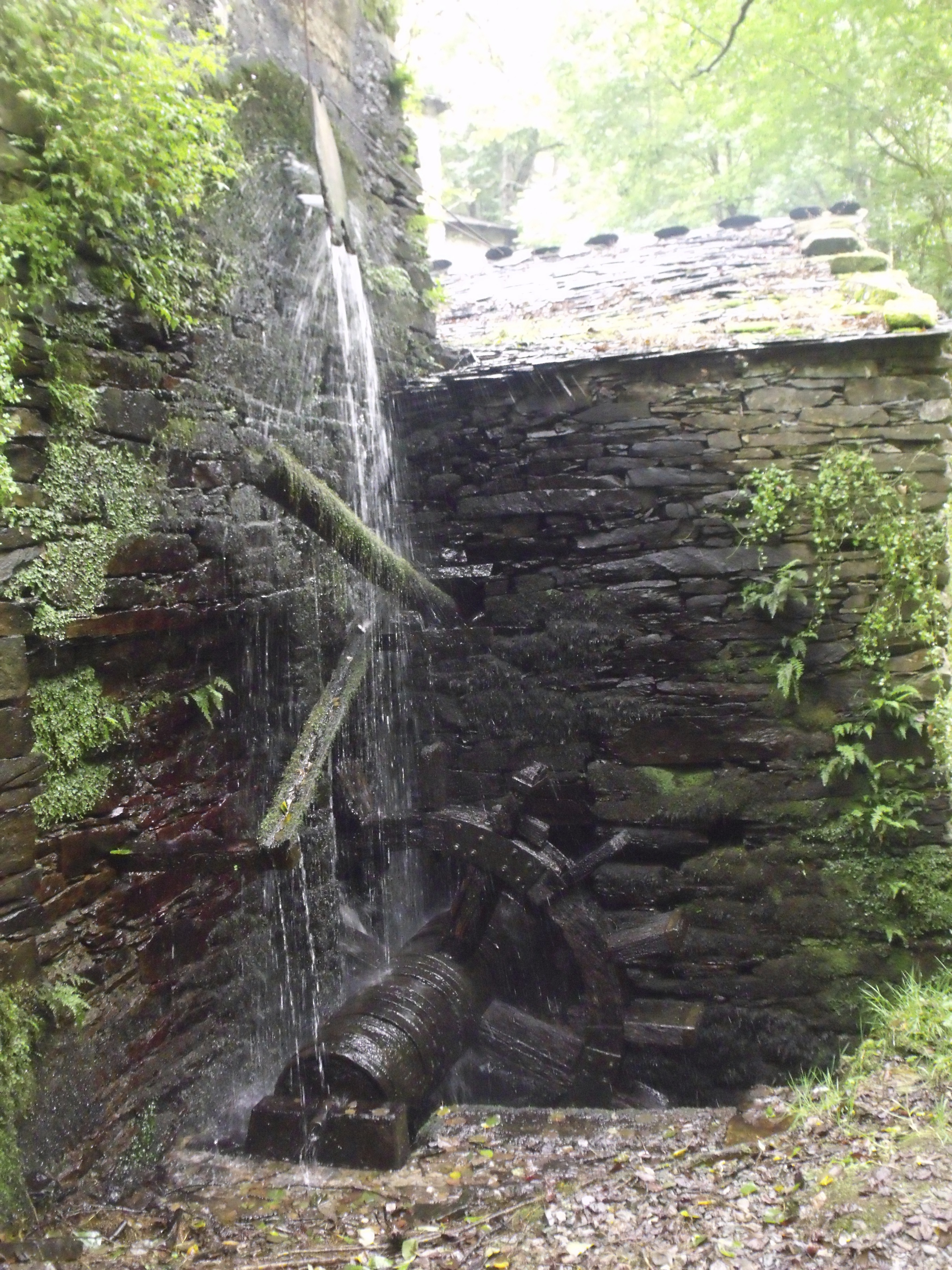
exterior de la herrería
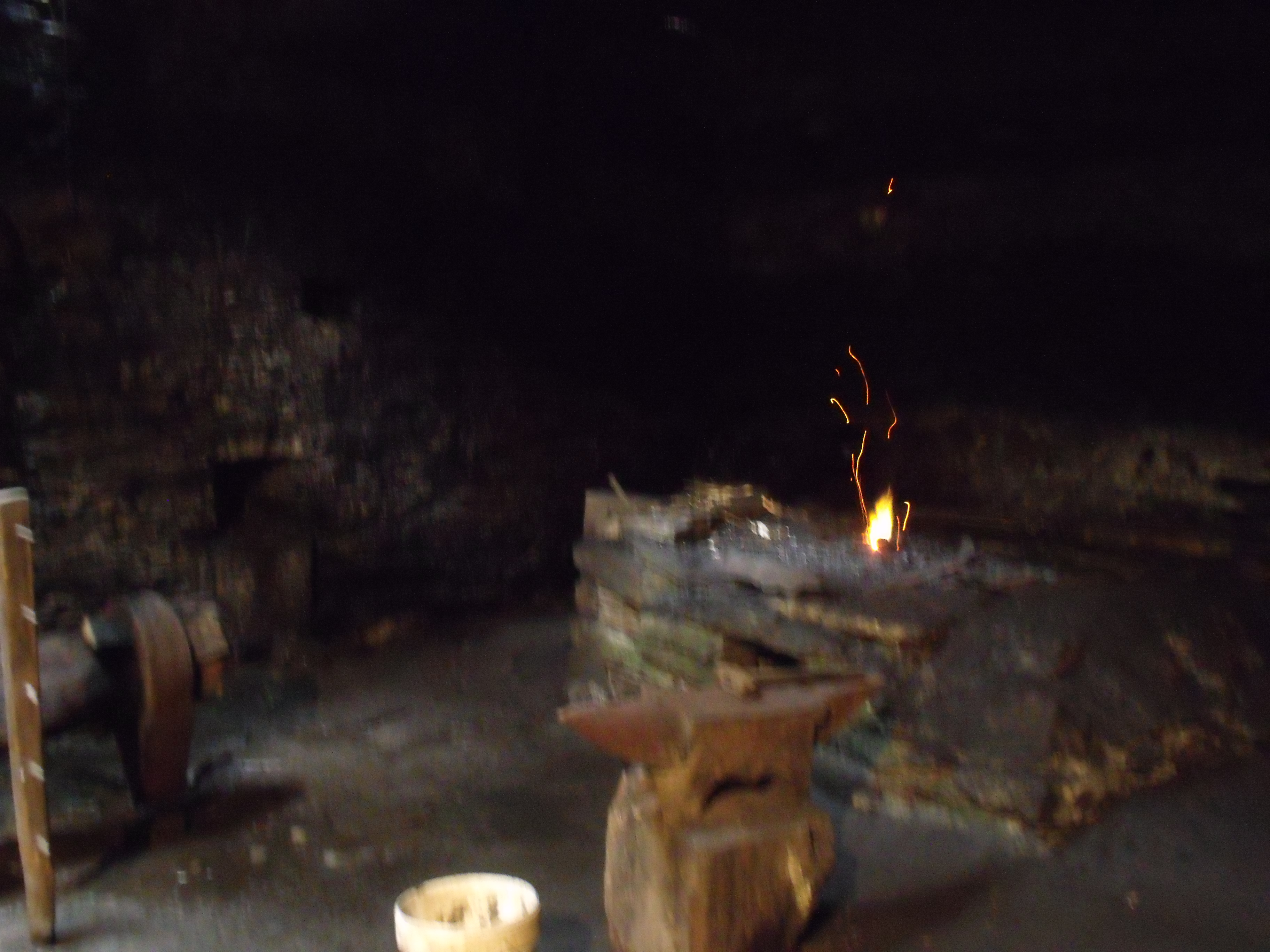
fragua del Mazo de Meredo
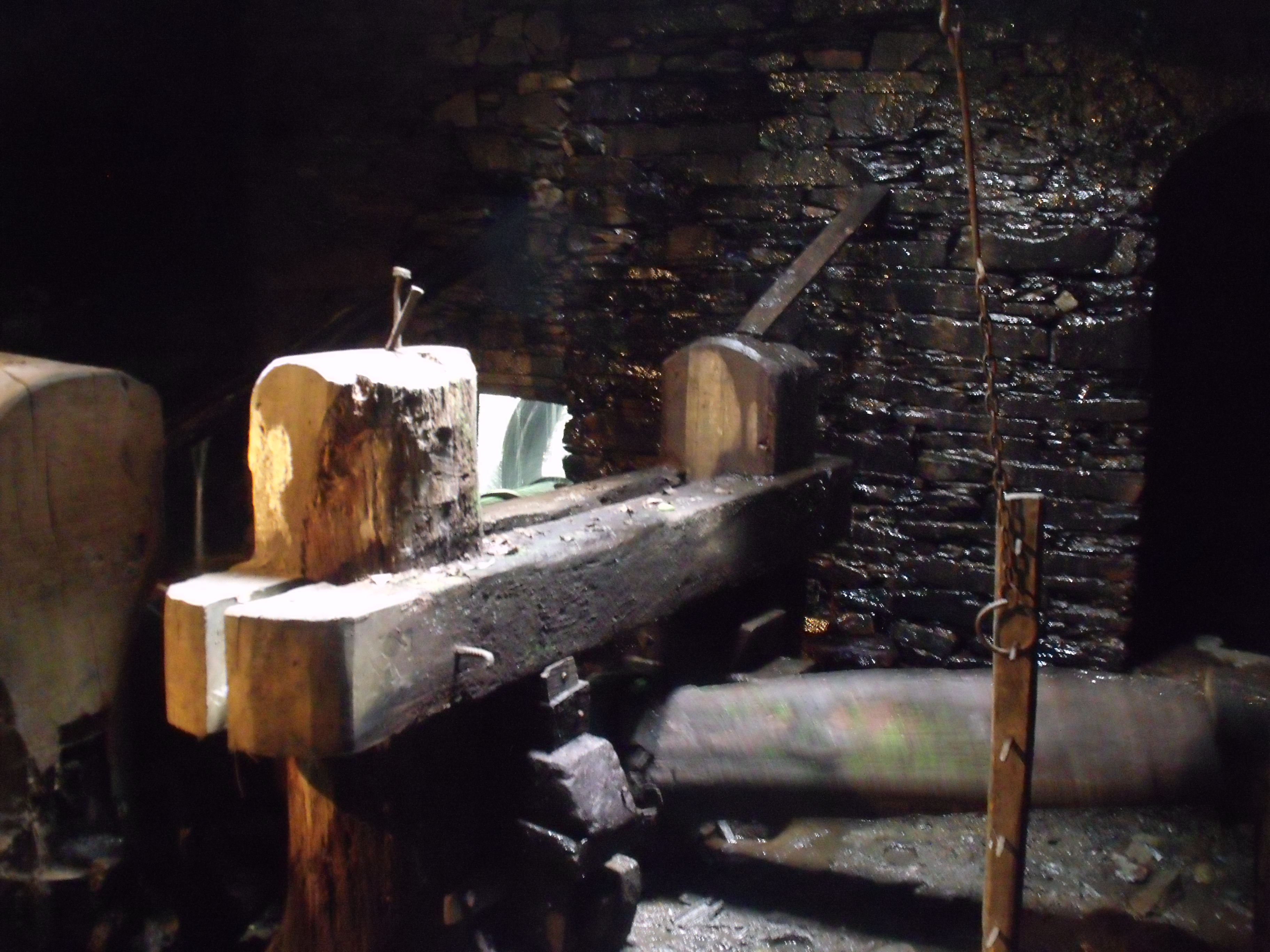
mazo de la herrería
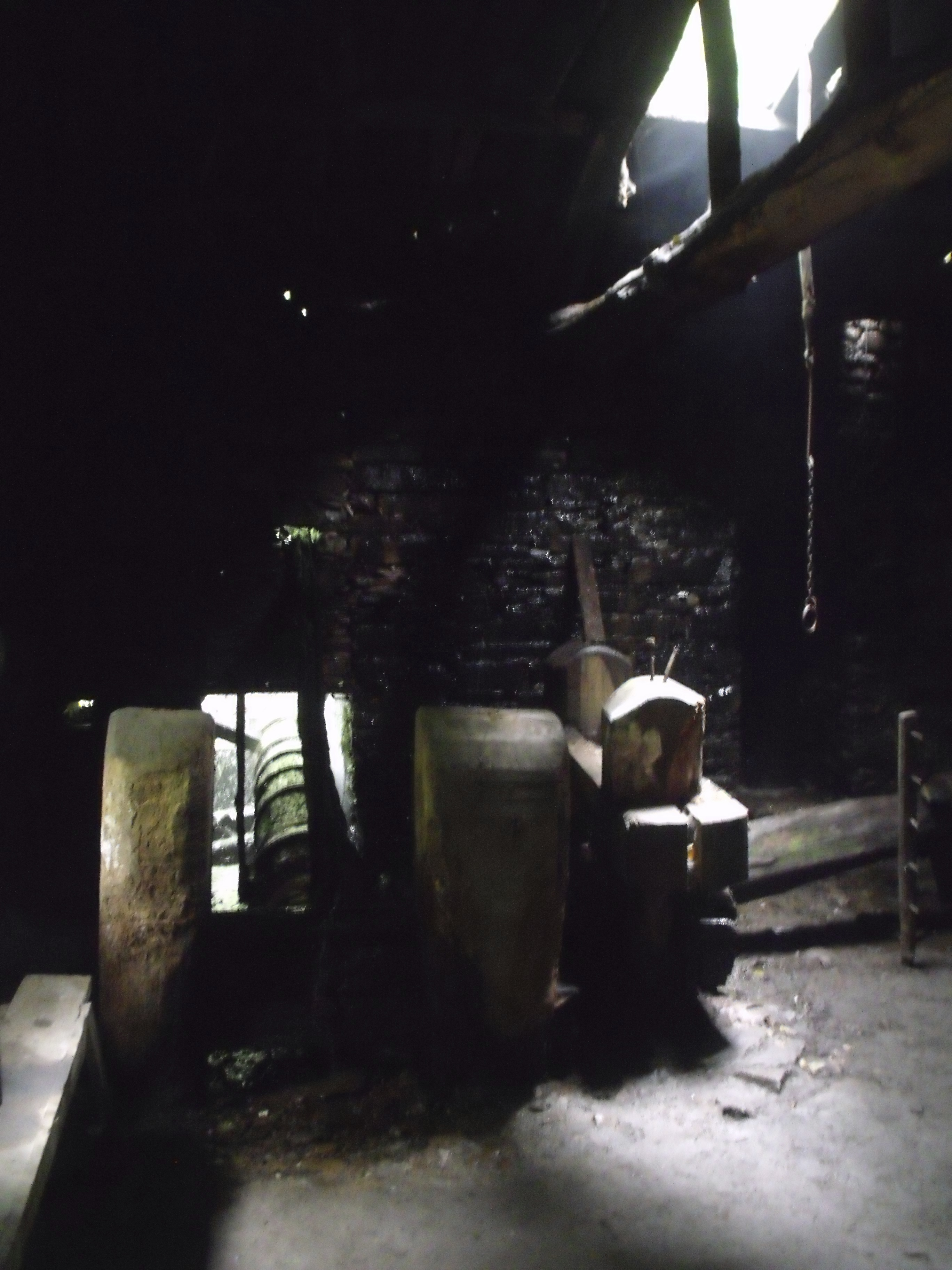
mecanismo del mazo
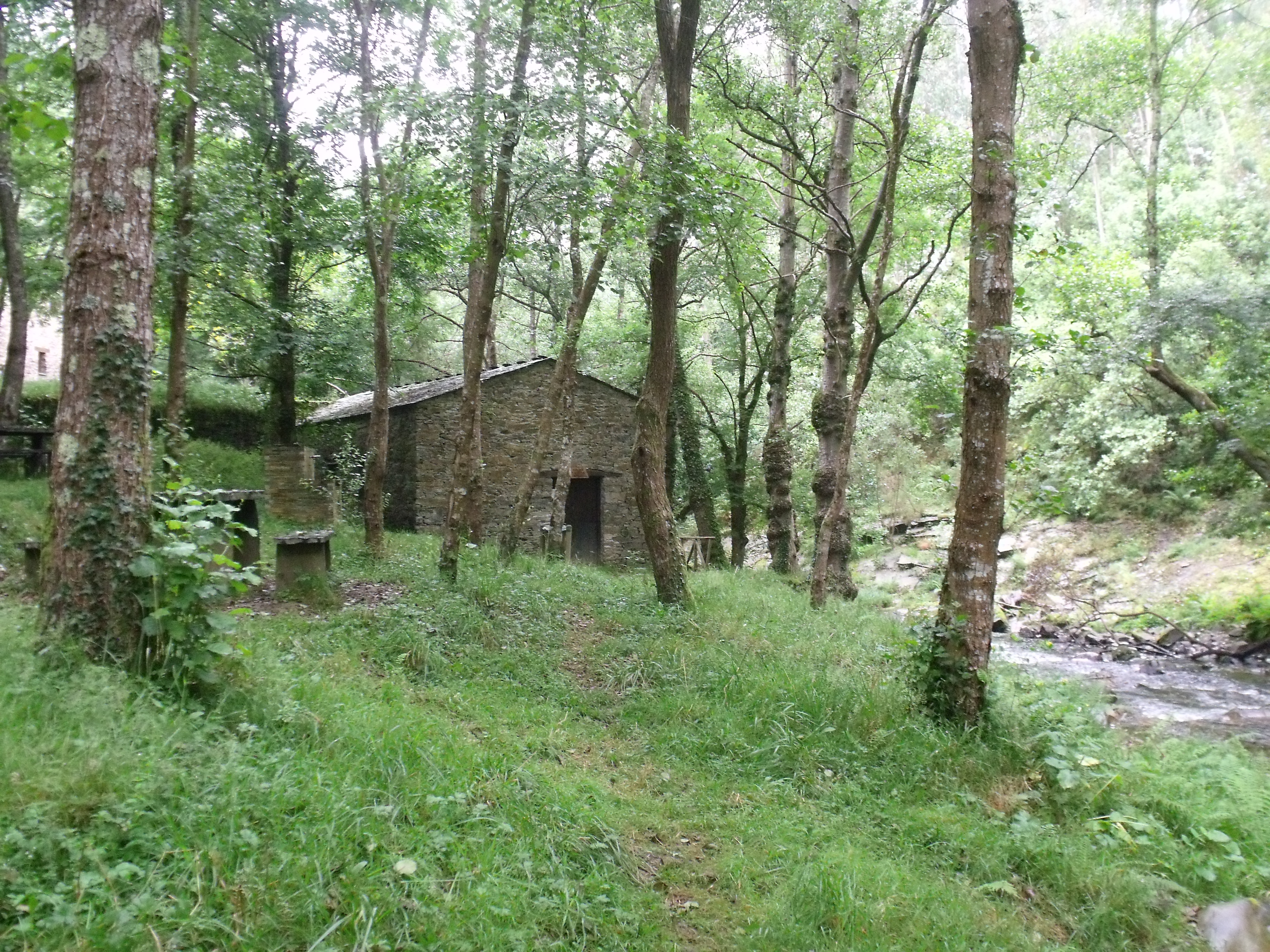
exterior del molino
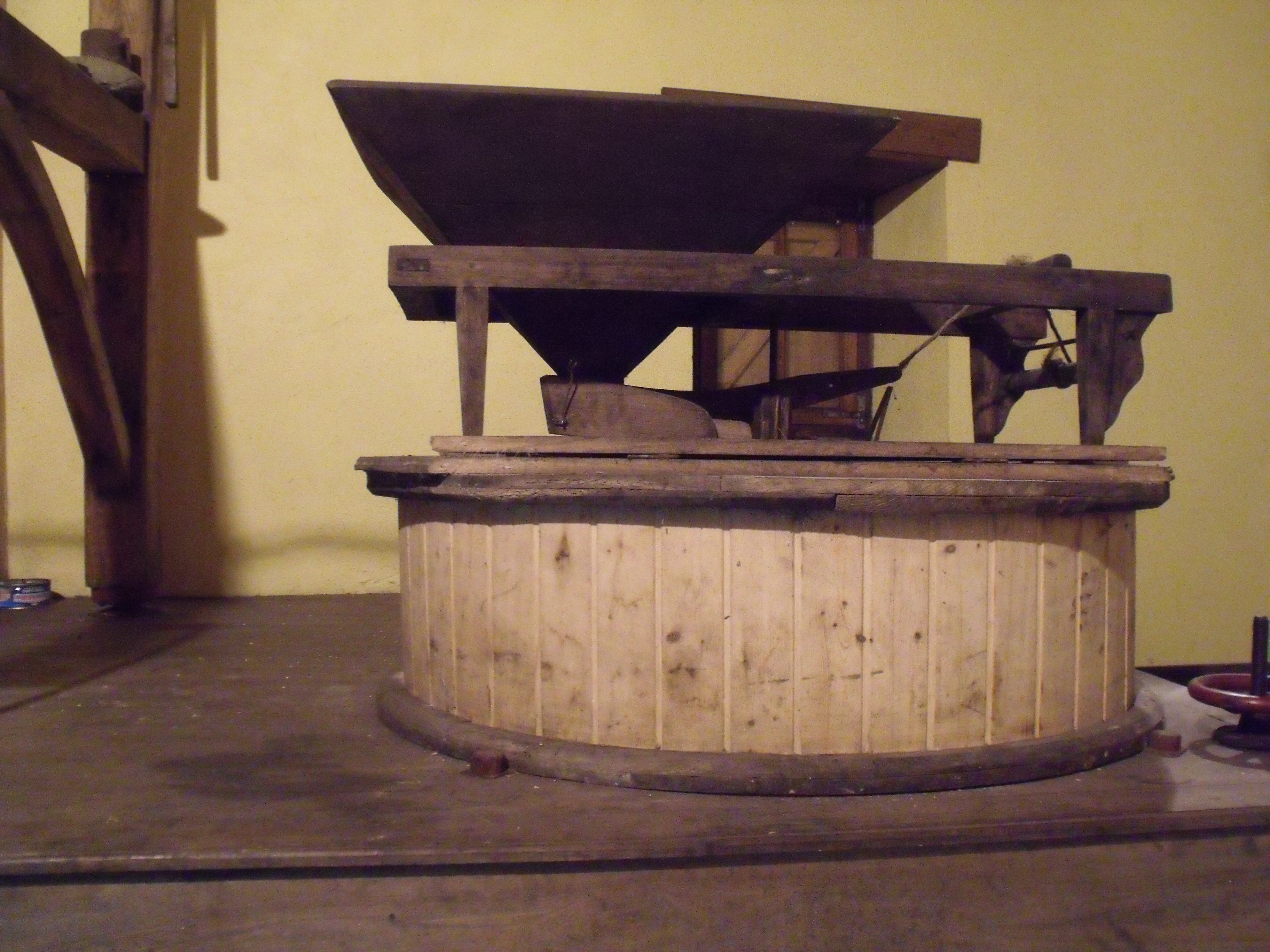
molino de harina
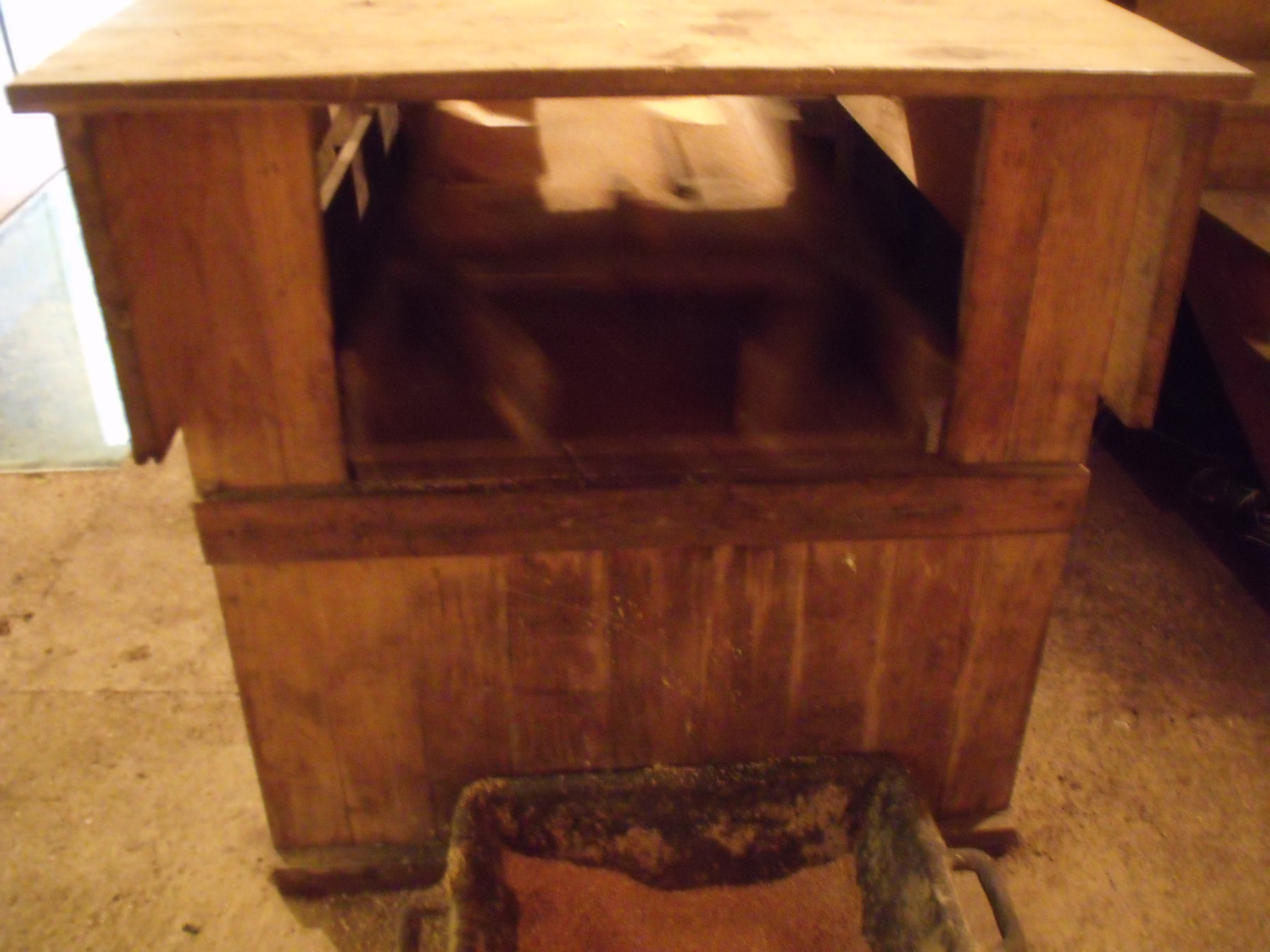
parte del mecanismo de molido

Un mazo es el conjunto que está formado, tanto  por la máquina de batir el hierro, como por el  edificio que lo alberga; por su parte,  el complejo hidráulico está compuesto por una pequeña presa o "Tarula", que desvía el agua del río para terminar embalsada en un estanque o "Banzao", cuando se libera el agua almacenada, se crea la energía necesaria para mover el mazo. La energía  por un lado acciona el movimiento en las palas, que hace trabajar al martillo de la herrería, el cual pesa una dos toneladas. Pero además, se produce una corriente de aire a presión que es empleada,  siguiendo el  efecto Venturi, para avivar las brasas de la fragua, consiguiendo de este modo la temperatura necesaria para dejar el hierro incandescente en pocos minutos. El agua cae junto con el aire en un recipiente, al ser más pesada el agua se acumula en el fondo, empujando el aire hacia unos conductos que lo llevan hasta la fragua, a la que aporta oxígeno utilizado en la combustión, lo cual hace avivar la llama.
En este mazo, el agua del depósito se utiliza también para mover un molino de trigo, el cual se encuentra situado en un edificio anexo a la herrería, de manera que se consigue una energía hidromecánica de gran potencia, que es renovable y ecológica. El agua acaba en circuito volviendo al cauce del río del que proviene, sin haber sufrido contaminación alguna.